# Ed Stein
Pour les articles homonymes, voir Stein.
Edwin Stein, couramment appelé Ed Stein ou Eddie Stein, est un footballeur puis entraîneur anglo-sud-africain, né le 28 septembre 1955 au Cap en Afrique du Sud. Évoluant au poste de milieu de terrain, il est principalement connu pour ses saisons à Barnet, club où il a passé dix saisons comme joueur avant d'en devenir l'entraîneur.
Il n'est que le deuxième entraîneur noir (en même temps que Keith Alexander) à avoir dirigé une équipe de Football League, le premier étant Tony Collins dans les années 60.
Ses frères, Brian et Mark (en), sont aussi des footballeurs professionnels.

## Biographie

### Carrière de joueur
Il a fui l'Afrique du Sud avec sa famille, alors qu'il avait 9 ans, pour échapper au régime de l'apartheid. Il commence sa carrière avec le club non league de Dagenham. Jouant milieu de terrain, sa carrière décolle en 1982 lorsqu'il signe pour Barnet.
Il joue son premier match pour les Bees le 14 août 1982 pour une défaite 0-1 contre Bangor City. Il reste dix saisons dans l'effectif des Bees, y jouant plus de 500 matches officiels et étant élu joueur de l'année par les supporteurs pour la saison 1988-1989.

### Carrière d'entraîneur
Il devient entraîneur de son club de cœur dès sa carrière de joueur terminée en 1992. À ce moment-là, Stein et Keith Alexander à Lincoln City sont les deux seuls entraîneur noirs de la Football League, succédant à Tony Collins qui avait entraîné Rochdale dans les années 60.
Il quitte son poste en juillet 1993 pour devenir entraîneur-adjoint de Southend United, sous la houlette de son ancien coéquipier Barry Fry (en). 
Il a par la suite entraîné deux autres équipes non league, Harrow Borough (en) de 2000 jusqu'en novembre 2003 et Banbury United (en) de septembre 2012 à août 2014.

#### Statistiques
Au 26 avril 2016.
| Équipe | Depuis         | Jusqu'au     | Matches | Victoires | Nuls | Défaites | % Victoires |
| ------ | -------------- | ------------ | ------- | --------- | ---- | -------- | ----------- |
| Barnet | 1er avril 1992 | 30 juin 1993 | 54      | 27        | 13   | 14       | 50,00       |